# Niesslia fuegiana
Niesslia fuegiana är en lavart som först beskrevs av Speg., och fick sitt nu gällande namn av W. Gams. Niesslia fuegiana ingår i släktet Niesslia och familjen Niessliaceae.   Inga underarter finns listade i Catalogue of Life.